# Tempio Malatestiano
Tempio Malatestiano je jednobrodna crkva koju je sagradio Leon Battista Alberti u Riminiju 1450. za naručitelja Sigismonda Malatestu. Crkva je trebala predstavljati svjetovnu moć naručitelja, a impresiju je pojačavao fantastičan ornament u interijeru s mističnom i tajnom ikonografijom.
U raščanjenju fasade očita je reminiscencija na antiku - pročelje ponavlja motiv trijumfalnog luka, a na bočnim stranama arkade oponašaju motiv antičkog akvedukta. U polukružnim nišama na pročelju trebali su biti smješteni sarkofazi Sigismonda Malateste i njegove ljubavnice Isotte degli Atti, a niše na bočnim stranama građevine bile su predviđene kao grobnice učenjaka i pjesnika s Malatestinog dvora. 
Građevina je nedovršena. Na istočnoj je strani trebala imati rotondu, te je brod trebao biti natkriven drvenim bašvastim svodom.
Vrijedne građevne materijale koje je Malatesta skinuo s ravenatskih crkava, Alberti je koristio umjereno, posebno u inkrustaciji glavnog portala.

## Vanjske poveznice

### Ostali projekti
|  | Zajednički poslužitelj ima stranicu o temi Tempio Malatestiano (Rimini)    |
|  | Zajednički poslužitelj ima još gradiva o temi Tempio Malatestiano (Rimini) |